# MORUMO 1/10
『MORUMO 1/10』（もるもじゅうぶんのいち）は、あろひろしによる日本の漫画作品。『月刊少年キャプテン』（徳間書店）にて1985年12月18日号から1987年5月18日号まで連載された。全16話。単行本は全2巻。

## あらすじ
白瀬もるもは常人の10倍の身長を持つ女子高生。人とはちょっとスケールの違う身体ながら普通の学生生活を送っていたが、あるときマッドサイエンティストの元暗塔大に「身体が1/10になる薬」を注射されてしまう。外見（体積1/1000）と中身（体重そのまま）のギャップは、もるもに、世界に、どんな影響を及ぼすのか。

## 登場人物
白瀬もるも（しらせ もるも）
ピンク色の髪の女の子。15年前、空から降ってきた隕石の中から赤ん坊状態で発見され、現在の両親に拾われた。当初はごく普通の赤ん坊だったが、成長していくにつれ巨大に育っていき、本編中の時間軸では常人の10倍の大きさ（身長16.3m、推定体重45t）となる。
元暗の「身体が1/10になる薬」を注射されることで、一時的にだが人並みの大きさになれる。しかし元の1000倍の密度に圧縮されただけなので体重・筋力・食事量は変わらず、更に大事故に巻き込まれてもほぼ無傷なほど頑丈な体になってしまう。体重が変わらないことから慣性の影響も大きく、慣れないうちは周囲の建造物を破壊してしまうことも度々あった。後には重力制御装置が発明され、体重だけは常人並みとなる。
幼馴染の実晴とは仲が良く、さまざまな事に協力してもらっている。
作者曰く、作中で何度も人体実験の被験者になることからモルモットを由来として命名したとのこと。作中では、もるもが入っていた隕石から「モルモ」と聞き取れる音声が出ていたことから、命名されたことになっている。
沖実春 / 沖実晴（おき みはる）
もるもの幼馴染の少年。幼稚園からの付き合いで、現在もクラスメイトとしてもるもの面倒を見る、もるもの一番の理解者。幼少期にもるもと交わした約束のため、「何でもできる」男を目指し、家事全般から大工仕事までこなせるようになる。もるもが元暗の実験の被験者となって以降、元暗の助手も務める。学校の勉強の成績も優秀。
単行本旧版1巻では名前の表記が「実春」「実晴」の二通り存在したが、復刻版1巻では「実春」で、旧版・復刻版2巻では「実晴」で統一されている。
元暗塔大（もとくら とうだい）
自称「天才科学者」の男。「美女と美少女にしか人体実験しない」というポリシーを持つマッドサイエンティストの鑑。もるもの母親に復讐するため15年間開発してきた「身体が1/10になる薬」をもるもに注射するも、結果的に普通の大きさになれたことにより逆に感謝されてしまった間抜けな人物。もるもの体の頑丈さに目をつけ、人並みの大きさになりたいというもるもの望みを叶える代わりに人体実験に協力させる。この他にも前述の重力制御装置に加え、瞬間停止装置や亜空間転送機などを発明している。
マッドサイエンティストの常として、己の科学力による世界征服の野望を抱いている。彼の場合、それは元々「ある人物」との約束を果たすための手段として始めたことだったのだが、元暗自身はその記憶を最終回直前まで失っていた。またその奇矯な性格も、かつての師の教えに従い後天的に作られたものである。
Dr.ゼロ（ドクター・ゼロ）
元暗と共に科学を学んだ昔馴染みで、マッドサイエンティストとしての長年のライバルでもある。モヒカン刈りに髭面にサングラス着用という外見。「偽者メカにはリベット装甲と蛇腹関節は欠かせない」という、マニアックなこだわりの持ち主。美男子フェチ。手下3人も美青年揃いで、世界中の美男子・美青年を集めて一大ハーレムを作ることを世界征服の目的としている。元暗と同様の理由で、奇矯な外見と性格を後天的に身に着けている。
猫野沙花里（ねこの さかり）
もるもの親友でクラスメイト。大きな眼鏡をかけたおさげ髪の少女。自称「家庭科部のエース」で、料理の腕前はかなりのもの。実晴にひそかに想いを寄せている。モデルは、連載当時アシスタントをつとめていた猫島礼。
イタブール
犯罪結社ファイア・ホイールの女幹部。ファイア・ホイールＩ地区支店の指揮をとっている。科学力を含めあらゆる面で弱体な組織のため、総統に忠誠を誓い日夜奮闘する好人物。もるもの父や元暗も認めるほどの美人で、部下想いで人望も厚い。
上記の他にも、『優&魅衣』のキャラクターがエキストラ出演していたり、『強殖装甲ガイバー』のキャラクターがゲスト出演していたりする。

## 単行本
- 少年キャプテンコミックス版（徳間書店）
  - 第1巻
    - 1986年9月20日発行（ISBN 4-19-836591-1）
    - 第1話～第8話を収録
    - 2巻ともども、初期の版にはISBNコードが記載されていない

  - 第2巻
    - 1987年7月20日発行（ISBN 4-19-837570-4）
    - 第9話～第16話を収録
- 少年キャプテンコミックススペシャル版（徳間書店）
  - 第1巻
    - 1994年10月5日発行（ISBN 4-19-830024-0）
    - 第1話～第8話を収録
    - 語り下ろしインタヴュー「MORUMOをめぐるボンノー」（前半）、あとがき漫画「MORUMOをめぐるジジョー」（前半）を併せて収録

  - 第2巻
    - 1994年11月10日発行（ISBN 4-19-830037-2）
    - 第9話～第16話を収録
    - もるもを科学的に考察する「MORUMOサイエンス」、語り下ろしインタヴュー「MORUMOをめぐるボンノー」（後半）、あとがき漫画「MORUMOをめぐるジジョー」（後半）を併せて収録

## テレビドラマ
1987年5月4日、フジテレビ系列の月曜ドラマランド枠内でドラマ化された。タイトルは『宇宙少女モルモ10分の1』。
ストーリーはオリジナルのもので、設定も大幅に変えられている。原作と共通して登場するのはもるもとその両親、元暗塔大のみ。もるもについても怪力なのは原作と共通だが、体の大きさは普段は常人並み、心拍数が上がると巨大化するという設定になっている。

### キャスト
- 白瀬モルモ：森恵
- 元暗塔大：所ジョージ
- 元暗みつる：永瀬正敏
- 吹田さゆり：もたいまさこ
- 元暗カメ：東八郎
- 白瀬良夫：前田吟
- 白瀬洋子：加賀まりこ
- 角田鋼三：名和宏
- 校長：出光元
- 鬼山：丹古母鬼馬二
- 白瀬リカ：安孫子里香
- 大木正一：須間一也（パワーズ）
- 細井京介：小田進也（パワーズ）
- 教頭：浅井淳
- 持永平次：石井洋祐
- あさ子：後藤恭子
- みどり：久野翔子
- 麗子：林美和
- 谷口茂：高杉亘
- 上田：沢蟹元一
- 駒井：横溝貴之
- 永嶋：小池淑朗
- 新井：大場明之
- 半田：和田篤樹
- 柔道部員A：荒井孝
- 柔道部員B：平田純一
- 柔道部員C：鮫島伸一
- 店員：鎌田峻光
- レフリー：山形ユキオ
- 教師：あろひろし
- ナレーター：菊池正美
- アクション：橋本春彦

### スタッフ
- 脚本：奥津啓治
- 企画：久保田榮一、大黒章弘
- プロデューサー：石川泰平、高橋萬彦
- 演出：服部嘉和
- 演出補：川上一夫
- 制作担当プロデューサー：塩沢浩二
- 制作補：船津浩一
- 技術協力：VASC
- 制作：フジテレビ、共同テレビ

| フジテレビ系列 月曜ドラマランド | フジテレビ系列 月曜ドラマランド        | フジテレビ系列 月曜ドラマランド          |
| 前番組                          | 番組名                                 | 次番組                                   |
| ------------------------------- | -------------------------------------- | ---------------------------------------- |
| キョンシーズ （1987年4月27日）  | 宇宙少女モルモ10分の1 （1987年5月4日） | フローズン・ホラーSHOW （1987年5月18日） |